# 路易斯克拉克法學院

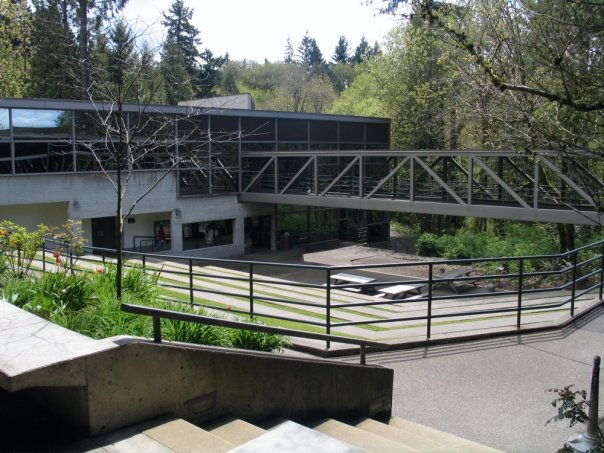
Lewis & Clark Law School

路易斯克拉克法學院（Lewis & Clark Law School），位於美國奧勒岡州波特蘭市。美國最著名的環境法學校之一，US News 美國法學院「環境法」項目排名中，全美排名第一。

## 校園環境[2]
法學院的環境是與自然森林緊鄰的，有著州立公園的22公里自行車道與慢跑道，距離市中心約6公里，位於威拉米特河以西的波特蘭南部丘陵地區。
路易斯克拉克學院的大學部、研究所、法學院總占地約554,000平方公尺。

## 歷史
路易斯克拉克法學院的起源開始於1885年奧勒岡大學建立波特蘭法律系。奧勒岡州立法機構於1915年將該系移到奧勒岡州尤金後，幾位法學學者拒絕此舉，並建立了西北法律大學。
1965年，西北法學院的教職員和監督員加入了西北學院路易斯克拉克法學院。

## 法律圖書館[3]
Paul L. Boley法律圖書館是奧勒岡州最大的法律圖書館，也是太平洋西北地區的第二大法律圖書館，截至2014年，收藏量超過505,000冊。

## 排名[1]
長年與美國東岸的佛蒙特法學院（Vermont Law School），在美國US News的研究所環境法排名中，輪流為全美排名第一及第二。

## 法律中心與機構
- 動物法研究中心
- 地球法律中心
- 綠色能源研究所
- 國家犯罪受害者法律研究所
- 自然資源法律研究所
- 西北環境保護中心（NEDC）
- 西部資源法律中心（WRLC）
- 國際環境法計畫（IELP）

## 期刊
路易斯克拉克法學院有三種學生編輯的學術期刊
- 環境法評論

- 動物法評論

- 路易斯克拉克法律評論

## 畢業校友
- 林愛龍

1. 1 2  .
2. ↑  Lewis. . www.lclark.edu.   [2020-02-04]. （原始内容存档于2022-02-03） （英语）.
3. ↑  . library.lclark.edu.   [2020-02-04]. （原始内容存档于2022-01-28） （英语）.